# Architettura regionalista
L'architettura regionalista è una corrente architettonica sviluppatasi approssimativamente tra il 1890 e il 1950 e diffusasi specialmente in Francia e Spagna. Si tratta di una corrente vicina all'eclettismo e al revivalismo architettonico che si propone di sintetizzare riproporre aspetti tipici delle architetture regionali vernacolari. 
Alcuni esperti hanno sottolineato il legame tra la nascita del turismo e della villeggiatura e quello dei vari neostili regionali. Secondo Bernard Toulier, i nuovi turisti delle classi agiate urbane, avidi d'esotismo e di pittoresco ed attirati dalle culture rurali autoctone, contribuirono alla creazione e alla diffusione dell'architettura regionalista.
Rientrano in questa definizione l'architettura neofiamminga, l'architettura neonormanna, l'architettura neobretone e l'architettura neoprovenzale in Francia e l'architettura neocantabrica in Spagna. Entrambi i paesi condividono invece il fenomeno dell'architettura neobasca.

## Esempi

### In Francia
In Normandia l'archetipo dell'architettura neonormanna è costituito dalla Villa Strassburger. Nel caso dell'architettura neobasca, invece, è la Villa Arnaga a ricoprire questo ruolo.

### In Spagna
Tipico esempio di architettura neocantabrica è il Palazzo del Marchese di Albaicín.

### In Argentina
Gli stili neonormanno e neobasco sono particolarmente diffusi nella città balneare di Mar del Plata, dove si trovano la Villa Normandy e la Villa Devoto, di matrice neonormanna.